# Зуево (Башкортостан)
Зуево (баш. Зуев) — деревня в Бирском районе Республики Башкортостан Российской Федерации. Входит в состав Калинниковского сельсовета.

## География

### Географическое положение
Расстояние до:
- районного центра (Бирск): 29 км,
- центра сельсовета (Калинники): 4 км,
- ближайшей ж/д станции (Уфа): 74 км

## История
Название — от фамилии Зуев.

## Население
| 2002 | 2009 | 2010 |
| ---- | ---- | ---- |
| 66   | ↗74  | ↗80  |

Национальный состав
Согласно переписи 2002 года, преобладающая национальность — русские (76 %).